# Jaskinie Saint-Marcel d’Ardèche

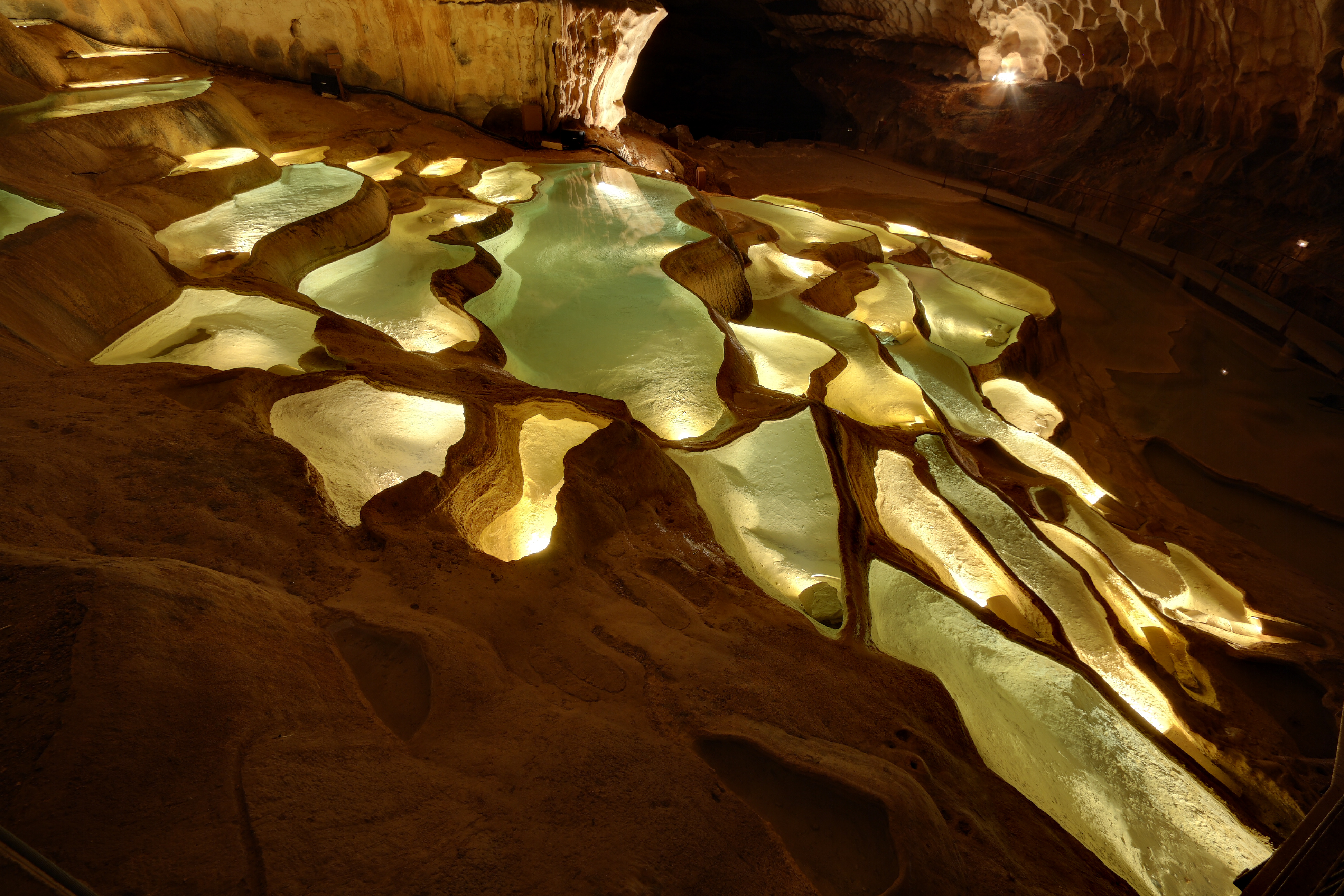
Baseny w Grocie Świętego Marcela

Jaskinie Saint-Marcel d’Ardèche (fr. Les Grottes de Saint-Marcel d’Ardèche) – kompleks około 57 km jaskiń zlokalizowanych pomiędzy miejscowościami Bidon i Saint-Martin-d’Ardèche (w regionie Rodan-Alpy, w departamencie Ardèche) we Francji. Groty posiadają wiele unikatowych cech, dlatego są częstym celem badań geologicznych, archeologicznych i speleologicznych.
Jaskinie zostały przypadkowo odkryte w 1838 roku przez myśliwego z Aiguèze.
Jaskinie są udostępnione do zwiedzania, długość trasy turystycznej wynosi 600 m.